# Ronde van Frankrijk 2007/Achtste etappe

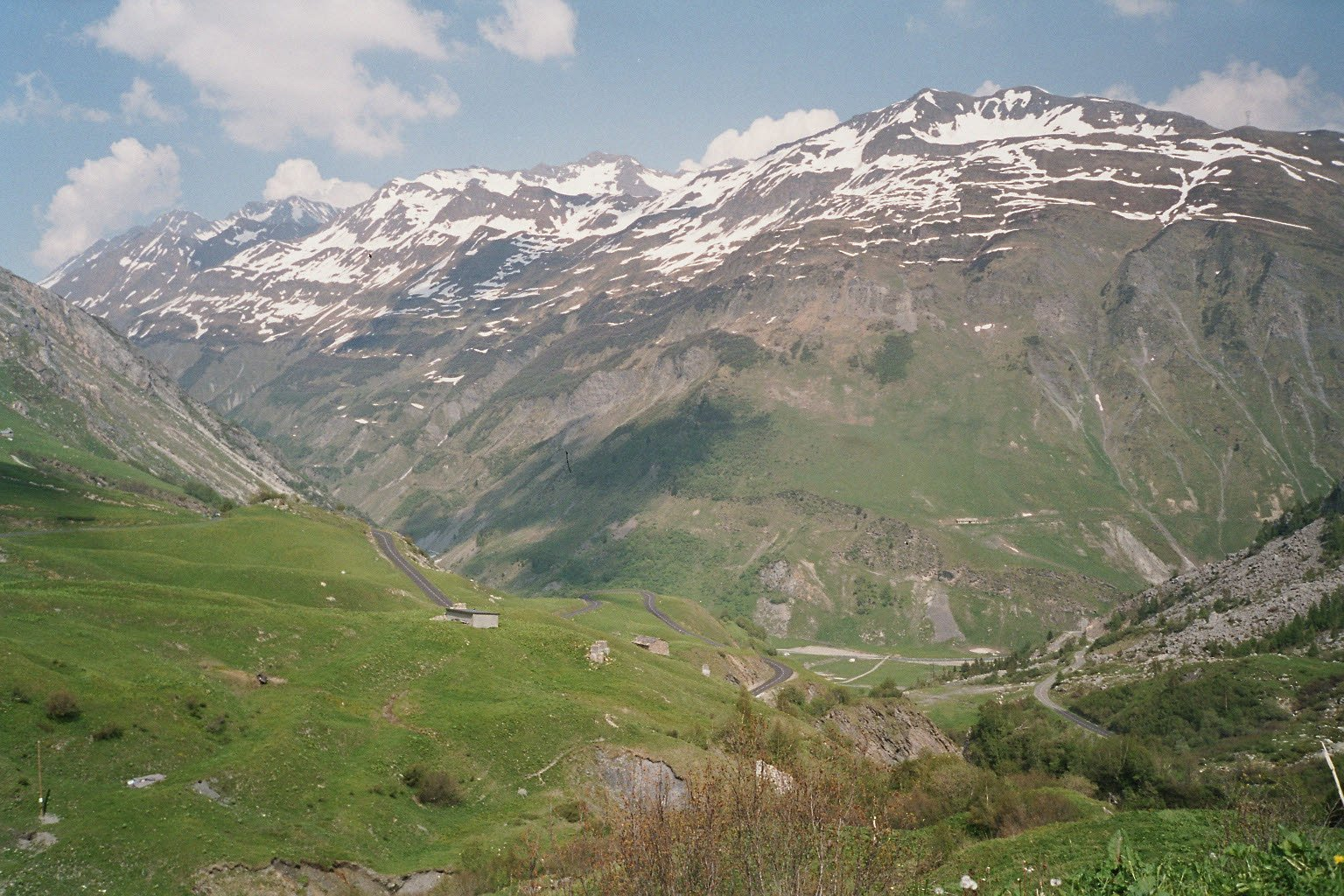
De Cormet de Roselend.

De achtste etappe van de Ronde van Frankrijk 2007 werd verreden op 15 juli 2007 tussen Le Grand-Bornand en Tignes over een afstand van 165 kilometer. Het was de tweede rit in de Alpen en met 3 beklimmingen van de 1e categorie een van de zwaarste van de Tour.
In totaal waren er op zes beklimmingen bergpunten te behalen. De laatste drie daarvan - de Cormet de Roselend, de Montée d'Hauteville en de slotklim naar Tignes - waren allemaal van de eerste categorie.

## Verloop
Op een warme zomerdag, waarin de temperaturen rond 30 °C lagen, vertrokken 180 renners voor de tweede bergrit.
De Fransman Lilian Jégou was de eerste aanvaller. Hij kreeg niet veel later gezelschap van Marcel Sieberg, Stefan Schumacher, Stéphane Augé en Aleksandr Jefimkin. Even later kwam Schumacher alleen op kop en de Duitser kwam, nadat hij al als eerste was doorgekomen op de Col du Marais, ook als eerste boven op de Côte du Bouchet Mont-Charvin. Vervolgens ging Thomas Voeckler ervandoor. De Fransman werd achtervolgd door een groep van 33, met daarin onder anderen David Millar, George Hincapie, Stefan Schumacher, Jens Voigt, Bernhard Kohl en de Belgen Mario Aerts en Frederik Willems.
Op de Col de Tamié werd Voeckler bijgehaald door de achtervolgende groep, die inmiddels al flink was uitgedund en nog ongeveer 20 renners telde. Het peloton, dat geleid werd door Rabobank en T-Mobile, volgde op dat moment op ongeveer één minuut. Mark Cavendish had inmiddels het Tourpeloton verlaten.
De 20 koplopers kwamen boven op de Col de Tamié met een voorsprong van anderhalve minuut op het peloton. Thomas Voeckler en Stefan Schumacher sprintten beiden om de punten en de Fransman passeerde de streep net iets eerder. In de afdaling liep het verschil op tot 2 minuten, terwijl een groepje achtervolgers probeerde aan te sluiten. In Albertville, na 60 km, was er opnieuw een tussensprint, waar Frederik Willems de 6 punten en 6 seconden pakte, voor Schumacher en Colom.
Terwijl op de flanken van de Cormet de Roselend steeds meer renners moesten lossen, ging Bernhard Kohl er alleen vandoor. Ondertussen vertrok Michael Rasmussen, winnaar van de bolletjestrui in de voorbije twee jaar, uit het peloton. Samen met nog enkele anderen passeerde de Deen veel vroege vluchters en na enige tijd ontstond er een zevenkoppige kopgroep, met daarin Rasmussen, Rogers, Le Mevel, Goubert, Colom, Arroyo en Kohl. Le Mevel moest niet veel later lossen en de zes gingen op weg naar de top. Daar kwam Rasmussen - zoals verwacht - als eerste boven. Het peloton volgde toen al op 5 minuten.
In de afdaling gingen Rogers en Arroyo tegen de grond. Beiden klommen weer op de fiets en even later sloten ze weer aan bij de andere 4. Ook vele anderen kwamen in deze afdaling ten val, met een aantal opgaves tot gevolg. Een groep van 8 achtervolgers - Hincapie, Le Mevel, Voigt, Paulinho, Gutiérrez, Verdugo en Txurruka - volgden aan de voet van de Montée d'Hauteville op een ruime minuut, het peloton op 3½ minuut.
Niet veel later ging Rasmussen er alleen vandoor en enkel Arroyo en Colom konden hem volgen. Rogers had blijkbaar nog last van zijn val en moest al snel laten lopen, net als Goubert en Kohl. Rogers zakte helemaal weg en stapte niet veel later af. De kopgroep bereikte onder leiding van Michael Rasmussen de top van de Montée d'Hauteville. Rasmussen reed nu virtueel in de bolletjestrui en ook in de gele trui omdat het peloton op dat moment al op 6 minuten achterstand reed. Kohl werd teruggepakt door het groepje met Hincapie, waar ook Goubert al in verzeild was geraakt.
Ook in deze afdaling gingen er weer heel wat renners onderuit. Op de slotklim naar Tignes bleef de voorsprong van de koplopers rond de 6 minuten. Rasmussen versnelde op 18 km en Arroyo moest er direct af. Colom kon nog even aanhaken, maar moest er enkele honderden meters later ook aan geloven. Terwijl veel van de vroege vluchters een voor een werden opgeraapt, kwam eindelijk het peloton in actie: Christophe Moreau versnelde. Iban Mayo, ging erop en erover, terwijl Astana de achtervolging organiseerde. Achter Mayo en voor het peloton reed een zevental; Christophe Moreau, Cadel Evans, Jaroslav Popovytsj, Alejandro Valverde, Alberto Contador, Fränk Schleck, Jens Voigt en Andrej Kasjetsjkin.
In de groep achtervolgers met Moreau en Valverde - die na het lossen van Popovitsj en Voigt en het terughalen van Mayo en Arroyo nog 7 renners telde - was er ruzie, niemand wilde een ander laten rijden. Intussen reed Andreas Klöden het hele peloton uit elkaar en ook Linus Gerdemann moest daardoor lossen.
Carlos Sastre versnelde en kreeg gezelschap van Denis Mensjov. Aleksandr Vinokoerov moest passen, terwijl Sastre, Mensjov en de geloste Contador de tweede groep achtervolgers vormden. Rasmussen was eerste boven op 2 km van de finish en kwam even later als eerste binnen. Daarachter loste Valverde uit het groepje met Moreau, terwijl Mayo juist de aanval koos en daar weer achter probeerde Klöden Vinokoerov bij te staan. Door de slechte samenwerking sloot Valverde weer aan. Mayo passeerde de streep als tweede op bijna 3 minuten. Valverde plaatste nog een demarrage in de laatste kilometer en eindigde zo als derde.
Gerdemann, de man in het geel, passeerde de streep op meer dan 5 minuten en zou de leidende positie in de stand moeten afstaan aan Rasmussen. Rasmussen nam ook de bolletjestrui over van Sylvain Chavanel en kreeg als strijdlustigste renner het rode rugnummer. Tom Boonen behield het groen.
Na afloop van de etappe kwam Patrik Sinkewitz op weg naar zijn hotel in botsing met een toeschouwer. De Duitser hield aan het ongeluk een kaakbeenbreuk en enkele andere blessures op en de supporter raakte in coma. Beiden moesten naar het ziekenhuis worden gebracht.

### Tussensprints
- Eerste tussensprint in Faverges, na 36 km: Thomas Voeckler
- Tweede tussensprint in Albertville, na 60 km: Frederik Willems

### Bergsprints
- Eerste bergsprint, Col du Marais (4de cat.), na 15,5 km: Stefan Schumacher
- Tweede bergsprint, Côte du Bouchet Mont-Charvin (3de cat.), na 22 km: Stefan Schumacher
- Derde bergsprint, Col de Tamié (2de cat.), na 46,5 km: Thomas Voeckler
- Vierde bergsprint, Cormet de Roselend (1ste cat.), na 99,5 km: Michael Rasmussen
- Vijfde bergsprint, Montée d'Hauteville (1ste cat.), na 136,5 km: Michael Rasmussen
- Zesde bergsprint, Montée de Tigne (1ste cat.), na 163 km: Michael Rasmussen

## Uitslag
| rang | renner             | land       | ploeg             | tijd       |
| ---- | ------------------ | ---------- | ----------------- | ---------- |
| 1    | Michael Rasmussen  | Denemarken | Rabobank          | 4u 49' 40" |
| 2    | Iban Mayo          | Spanje     | Saunier Duval     | op 2' 47"  |
| 3    | Alejandro Valverde | Spanje     | Caisse d'Epargne  | op 3' 12"  |
| 4    | Christophe Moreau  | Frankrijk  | Ag2r Prévoyance   | z.t.       |
| 5    | Fränk Schleck      | Luxemburg  | Team CSC          | z.t.       |
| 6    | Cadel Evans        | Australië  | Predictor - Lotto | z.t.       |
| 7    | Andrej Kasjetsjkin | Kazachstan | Astana            | z.t.       |
| 8    | Alberto Contador   | Spanje     | Discovery Channel | op 3' 31"  |
| 9    | Denis Mensjov      | Rusland    | Rabobank          | op 3' 35"  |
| 10   | Carlos Sastre      | Spanje     | Team CSC          | z.t.       |

## Algemeen klassement
| rang | renner             | land       | ploeg            | tijd        |
| ---- | ------------------ | ---------- | ---------------- | ----------- |
| 1    | Michael Rasmussen  | Denemarken | Rabobank         | 39u 37' 42" |
| 2    | Linus Gerdemann    | Duitsland  | T-Mobile Team    | op 43"      |
| 3    | Iban Mayo          | Spanje     | Saunier Duval    | op 2' 39"   |
| 4    | Alejandro Valverde | Spanje     | Caisse d'Epargne | op 2'51"    |
| 5    | Andrej Kasjetsjkin | Kazachstan | Astana           | op 2' 52"   |

Proloog ·
1e etappe ·
2e etappe ·
3e etappe ·
4e etappe ·
5e etappe ·
6e etappe ·
7e etappe ·
8e etappe ·
9e etappe ·
10e etappe ·
11e etappe ·
12e etappe ·
13e etappe ·
14e etappe ·
15e etappe ·
16e etappe ·
17e etappe ·
18e etappe ·
19e etappe ·
20e etappe
Startlijst · Eindstanden · Afbeeldingen